# Linia kolejowa nr 653
Linia kolejowa nr 653 – drugorzędna, jednotorowa, zelektryfikowana linia kolejowa łącząca stację Katowice Muchowiec ze stacją Katowice Ochojec.

## Degradacja linii
Ze względu na postępującą degradację i nieprzejezdność linii konieczne było ogłoszenie przetargu na remont. 26.08.2024 rozstrzygnięto przetarg na remont linii, który wygrało konsorcjum PPMT Gdańsk. Dzięki pracom udrożniono linię i przywrócono prędkość 60 km/h